# 無黒山
 無黒山（むぐろやま）は、新潟県南魚沼市滝谷に位置する標高1,049.7メートルの山。葎山（むぐらやま）という別名がある。

## 周辺の山々
- 威守松山・割引岳・巻機山・米子頭山・柄沢山・檜倉山・大烏帽子山・朝日岳
- ロクロノ頭・姥見ノ頭・高平ノ頭

## 河川
- 西谷後川
- 登川

## 登山ルート
林道西谷後線のロクロ沢橋駐車場（残雪期は「西谷後」バス停留所）より、登川・西谷後川を経て、山頂まで約2時間。

### 登山口までのアクセス
- 車：関越自動車道塩沢石打インターチェンジより新潟県道28号塩沢大和線・国道291号・林道西谷後線を経て、ロクロ沢橋駐車場まで約35分。タクシーではJR・北越急行六日町駅から約25分。
- バス：南越後観光バスで六日町駅から「清水」行で「西谷後」停留所まで約30分。ロクロ沢橋駐車場まて徒歩約30分。